# Gymnangium explorationis
Gymnangium explorationis är en nässeldjursart som beskrevs av Vervoort och Watson 2003. Gymnangium explorationis ingår i släktet Gymnangium och familjen Aglaopheniidae. Inga underarter finns listade i Catalogue of Life.